# D. W. Griffith
David Wark Griffith (n. 22 ianuarie 1875, La Grange⁠(d), Kentucky, SUA – d. 23 iulie 1948, Hollywood, California, SUA) a fost unul dintre cei mai importanți regizori din istoria cinematografiei și cel care a transformat primul film în artă.

## Date biografice
David Wark Griffith s-a născut într-o familie care fusese aproape ruinată după înfrângerea sudiștilor în Războiul de Secesiune. El a inventat blockbuster-ul în epoca filmelor mute și a introdus tehnici noi în arta cinematografică a vremii, echivalente în domeniu cu descoperirea roții: flashbackul, prim-planul, crosscuting-ul (care se întâmplă atunci când personajele vorbesc la telefon și ecranul se împarte în două). Pe durata a 20 de ani a realizat în jur de 500 de filme - pelicule care nu depășeau dimensiunea unei bobine - din care azi mai contează trei: "Nașterea unei națiuni" (1915) și "Intoleranță" (1916), Muguri zdrobiti(S. U. A., 1919).